# Чиновники империи Тан
 Чиновники империи Тан — китайская династия Тан управляла огромной и густонаселённой империей, нуждалась в мощном управленческом аппарате. 
При Тан в несколько раз выросло количество чиновников, при этом степень стандартизации государственной службы достигла невиданных высот. Обращаясь к учению Конфуция, танские власти пытались выработать идеальную систему организации государства, которая сможет решать все проблемы в штатном порядке, но этого так не получилось достигнуть, и на протяжении правления Тан аппарат приходилось постоянно реформировать, так, что в данной статье отражено не реальное, а идеализированное состояние, попавшее в династийные хроники и другие источники.
Слово чиновник (гуань, 官) следует понимать скорее, как «государственное лицо», то есть человека положение которого сопряжено с государственной властью, даже, если он/она не обладает определёнными государственно-властными полномочиями. Знаком принадлежности к этому классу был ранг (品), который и делал человека сопричастным к императорской власти.

## Танское общество
Всё население империи было двух состояний: лянжэнь (良人) и цзяньжэнь (賤人). 
Цзяньжэнь — личнозависимые, могли быть государственные и частные, различались поражённостью в правах и родом занятий. 
Лянжэнь — свободные, делились на четыре сословия: 
ши — образованные, 
нун — земледельцы, 
гун — ремесленники, 
шан — торговцы.
Чиновники — гуань являлись особым классом людей.

## Виды должностей
- Чжишигуань (職事官) — служебные должности, включая
  - У гуань (武官) — армейские звания
    - Вэйгуань (衛官) — гвардейские звания
- Саньгуань (散官) — почётные или номинальные должности.
- Сюньгуань (勳官) — наградные должности.
- Цзюэ (爵) — титулы знатности.

## Система рангов
Положение служилого человека зависело от ранга-пинь. Ранги были как у чиновников, так и у вспомогательных работников государственных учреждений, но они не приобретали прав чиновников. Ранг мог быть основной (正) и сопровождающий (從), а у рангов 4-9 также высшим (上) или низшим (下). Итак 9 рангов делились на 30 разрядов — цзе (階).
Чиновники высоких рангов получали «поля наследуемого пользования» (永業田).
| Ранг                      | Жалование (в данях) | Площадь «наследного» поля (в цинах) | Площадь «служебного» поля (в цинах)                    |
| ------------------------- | ------------------- | ----------------------------------- | ------------------------------------------------------ |
| Основной 1-й              | 700                 | 60                                  | 12                                                     |
| Сопровождающий 1-й        | 600                 | 50                                  |                                                        |
| Основной 2-й              | 500                 | 40                                  | 10 (в столице) 12 (в провинции)                        |
| Сопровождающий 2-й        | 460                 | 35                                  |                                                        |
| Основной 3-й              | 400                 | 25                                  | 9 (в столице) 10 (в провинции)                         |
| Сопровождающий 3-й        | 360                 | 20                                  |                                                        |
| Основной 4-й высший       | 300                 | 14                                  | 7 (в столице) 8 (в провинции)                          |
| Основной 4-й низший       | 300                 | 14                                  | 7 (в столице) 8 (в провинции)                          |
| Сопровождающий 4-й высший | 260                 | 11                                  |                                                        |
| Сопровождающий 4-й низший | 260                 | 11                                  |                                                        |
| Основной 5-й высший       | 200                 | 8                                   | 6 (в столице) 7 (в провинции) 5 (на низких постах)     |
| Основной 5-й низший       | 200                 | 8                                   | 6 (в столице) 7 (в провинции) 5 (на низких постах)     |
| Сопровождающий 5-й высший | 160                 | 8                                   |                                                        |
| Сопровождающий 5-й низший | 160                 | 8                                   |                                                        |
| Основной 6-й высший       | 100                 |                                     | 4 (в столице) 5 (в провинции) 3,5 (на низких постах)   |
| Основной 6-й низший       | 100                 |                                     | 4 (в столице) 5 (в провинции) 3,5 (на низких постах)   |
| Сопровождающий 6-й высший | 90                  |                                     |                                                        |
| Сопровождающий 6-й низший | 90                  |                                     |                                                        |
| Основной 7-й высший       | 80                  |                                     | 3,5 (в столице) 4 (в провинции) 3 (на низких постах)   |
| Основной 7-й низший       | 80                  |                                     | 3,5 (в столице) 4 (в провинции) 3 (на низких постах)   |
| Сопровождающий 7-й высший | 70                  |                                     |                                                        |
| Сопровождающий 7-й низший | 70                  |                                     |                                                        |
| Основной 8-й высший       | 67                  |                                     | 2,5 (в столице) 3 (в провинции) 2 (на низких постах)   |
| Основной 8-й низший       | 67                  |                                     | 2,5 (в столице) 3 (в провинции) 2 (на низких постах)   |
| Сопровождающий 8-й высший | 62                  |                                     |                                                        |
| Сопровождающий 8-й низший | 62                  |                                     |                                                        |
| Основной 9-й высший       | 57                  |                                     | 2 (в столице) 2,5 (в провинции) 1,5 (на низких постах) |
| Основной 9-й низший       | 57                  |                                     | 2 (в столице) 2,5 (в провинции) 1,5 (на низких постах) |
| Сопровождающий 9-й высший | 52                  |                                     |                                                        |
| Сопровождающий 9-й низший | 52                  |                                     |                                                        |

## Почётные должности (Сяньгуань)
Некоторые раньше были служебными, но к танским временам перестали быть таковыми, другие изначально были почётными. Они были связаны с лицом, а не с местом в системе управления.

### Гражданские почётные должности
Все почётные должности числились в штате либу (吏部) — «чиновной части» и чиновники 4-го ранга и ниже должны были исполнять там некоторые обязанности (доставка верительных бирок и так далее) 45 дней в году, либо платить в казну откуп: 600 монет для 5-го и выше, 1000 для 6-го и ниже.
| Название должности   | Название на китайском | Перевод названия                                                                                                  | Ранг           | Комментарий |
| -------------------- | --------------------- | --- | -------------- | --- |
| Кайфу итун сань сы   | 開府儀同三司          | Тот, кто может создать свою личную администрацию наравне с тремя гунами (三公)                                    | Сопр. 1-й      | Известна со времён Хань, когда императоры стали давать позволения высоким чиновникам создавать собственные администрации.                                   |
| Тэцзинь              | 特進                  | Тот, кто выдвинут особо                                                                                           | Осн. 2-й       | Во времена Хань давался высшим аристократам и сановникам за выдающиеся за слуги. На церемониях они сидели за тремя гунами, но впереди остальных чиновников. |
| Гуанлу дафу          | 光祿大夫              | Великий муж блистательного преуспевания                                                                           | Сопр. 2-й      | Ввёл У-ди. Первоначально это был советник по неожиданным, чрезвычайным делам.                                                                               |
| Цзиньцзы гуанлу дафу | 金紫光祿大夫          | Великий муж блистательного преуспевания с золотой печатью и пурпурным шнуром                                      | Осн. 3-й       | Введена в период троецарствия в Вэй (220—265), как почётная должность для высоких чиновников. Первоначально им вручали золотую печать и пурпурный шнур.     |
| Иньцин гуанлу дафу   | 銀青光祿大夫          | Великий муж блистательного преуспевания с серебряной печатью и синим шнуром                                       | Сопр. 3-й      | |
| Чжэнъи дафу          | 正議大夫              | Великий муж исправляющих увещеваний                                                                               | Осн. 4-й выс.  | |
| Тунъи дафу           | 通議大夫              | Великий муж исчерпывающих увещеваний                                                                              | Осн. 4-й низ.  | |
| Тай чжундафу         | 太中大夫              | Почётный великий муж посредине                                                                                    | Сопр. 4-й выс. | Появилась при Цинь, как должность советника. При Северных и Южных династиях стала весьма значительной.                                                      |
| Чжундафу             | 中大夫                | Великий муж посредине                                                                                             | Сопр. 4-й низ. | |
| Чжунсянь дафу        | 中散大夫              | Великий муж, не обременённый посредине                                                                            | Осн. 4-й выс.  | Ввёл Ван Ман и сохранён в Поздней Хань. Вероятно, первоначально обозначал чиновника проводящего неформальные консультации с правителем.                     |
| Чаои дафу            | 朝議大夫              | Великий муж придворных увещеваний                                                                                 | Осн. 5-й низ.  | |
| Чаоцзин дафу         | 朝請大夫              | Великий муж придворных собраний                                                                                   | Сопр. 5-й выс. | |
| Чаосань дафу         | 朝散大夫              | Великий не обременённый муж придворных собраний                                                                   | Сопр. 5-й низ. | Введена при Суй, как почётная. |
| Чаоилан              | 朝議郎                | Мо́лодец придворных увещеваний (иероглиф 郎 может быть переведён как: мужчина, молодой человек, сударь, господин). | Осн. 6-й выс.  | |
| Чэнъилан             | 承議郎                | Мо́лодец, участвующий в увещеваниях                                                                                | Осн. 6-й низ.  | |
| Фэнъилан             | 奉議郎                | Мо́лодец, помогающий при увещеваниях                                                                               | Сопр. 6-й выс. | |
| Тунчжилан            | 通直郎                | Мо́лодец исчерпывающей прямоты                                                                                     | Сопр. 6-й низ. | |
| Чаоцзилан            | 朝請郎                | Мо́лодец придворных собраний                                                                                       | Осн. 7-й выс.  | |
| Сюаньдэлан           | 宣德郎                | Мо́лодец, распространяющий добродетель                                                                             | Осн. 7-й низ.  | |
| Чаосаньлан           | 朝散郎                | Не обременённый мо́лодец придворных собраний                                                                       | Сопр. 7-й выс. | Почётная должность, известна с Суй. |
| Сюаньилан            | 宣義郎                | Мо́лодец, моральный долг                                                                                           | Сопр. 7-й низ. | |
| Цзишилан             | 給事郎                | Мо́лодец для подачи дел                                                                                            | Осн. 8-й выс.  | |
| Чжэншилан            | 徵事郎                | Мо́лодец для сбора дел                                                                                             | Осн. 8-й низ.  | |
| Чэнфэнлан            | 承奉郎                | Мо́лодец для обслуживания                                                                                          | Сопр. 8-й выс. | |
| Чэнъулан             | 承務郎                | Мо́лодец для поручений                                                                                             | Сопр. 8-й низ. | |
| Жулньлан             | 儒林郎                | Мо́лодец из учёных                                                                                                 | Осн. 9-й выс.  | |
| Дэншилан             | 登仕郎                | Мо́лодец, вступивший в службу                                                                                      | Осн. 9-й низ.  | |
| Вэньлиньлан          | 文林郎                | Мо́лодец из литераторов                                                                                            | Сопр. 9-й выс. | |
| Цзяншилан            | 將仕郎                | Мо́лодец, подступивший к службе                                                                                    | Сопр. 9-й низ. | |

### Военные почётные должности
Числились среди чинов Бинбу — «военной части». Ниже 4 ранга служили посменно, в зависимости от расстояния места жительства от столицы. Смена длилась 3 месяца. Жившие более чем в 3000 ли от столицы только платили отступные. Хуайхуа да цзянцзюни и гуйдэ да цзянцзюни поочерёдно несли службу в гвардиях.
| Название должности                        | Название на китайском | Перевод названия | Ранг           | Комментарий |
| ----------------------------------------- | --------------------- | --- | -------------- | --- |
| Пяоци да цзянцзюнь                        | 驃騎大將軍            | Главнокомандующий стремительной конницы                                                                                        | Сопр. 1-й      | |
| Фуго да цзянцзюнь                         | 輔國大將軍            | Главнокомандующий, поддерживающий государство                                                                                  | Осн. 2-й       | |
| Чжэнцзюнь да цзянцзюнь                    | 鎮軍大將軍            | Главнокомандующий армии, оберегающий покой                                                                                     | Сопр. 2-й      | |
| Гуанцзюньдацзянцзюнь Хуайхуа да цзянцзюнь | 冠軍大將軍 懷化大將軍 | Главнокомандующий армии, превосходящий всех Главнокомандующий, который лелеет приобщение к цивилизации                         | Осн. 3-й выс.  | Специфический ранг, введён позже других. Предназначался для некитайских подданных империи, введён в VIII веке. |
| Хуайхуа цзянцзюнь                         | 懷化將軍              | Командующий армии, который лелеет приобщение к цивилизации                                                                     | Осн. 3-й низ.  | Предназначался для не-китайских подданных империи, введён в VIII веке.                                         |
| Юньхуэй цзянцзюнь Гуйдэ да цзянцзюнь      | 雲麾將軍 歸德大將軍   | Командующий под облачным знамением Главнокомандующий, который обратился к добродетели                                          | Сопр. 3-й выс. | Предназначался для не-китайских подданных империи, введён в VIII веке.                                         |
| Гуйдэ цзянцзюнь                           | 歸德將軍              | Командующий, который обратился к добродетели                                                                                   | Сопр. 3-й низ. | |
| Чжунъу цзянцзюнь                          | 忠武將軍              | Командующий верный и воинственный                                                                                              | Осн. 4-й выс.  | |
| Чжуанъу цзянцзюнь Хуайхуа чжунланцзян     | 壯武將軍 懷化中郎將   | Командующий мощный и воинственный Срединный мо́лодец командующий, который лелеет приобщение к цивилизации                       | Осн. 4-й низ.  | |
| Сюаньвэнь цзянцзюнь                       | 宣威將軍              | Командующий распространяющий грозность                                                                                         | Сопр. 4-й выс. | |
| Минвэй цзянцзюнь Гуйдэ чжунланцзян        | 明威將軍 歸德中郎將   | Командующий, выказывающий грозность Срединный молодец-командующий, который обратился к добродетели                             | Сопр. 4-й низ. | |
| Динъюань цзянцзюнь                        | 定遠將軍              | Командующий, утвердивший дали                                                                                                  | Осн. 5-й выс.  | |
| Нинъюань цзянцзюнь Хуайхуа ланцзян        | 甯遠將軍 懷化郎將     | Командующий, успокоивший дали Мо́лодец командующий, который лелеет приобщение к цивилизации                                     | Осн. 5-й низ.  | |
| Юци цзянцзюнь                             | 游騎將軍              | Командующий повсеместно успевающей конницы                                                                                     | Сопр. 5-й выс. | |
| Юцзи цзянцзюнь Гуйдэ ланцзян              | 遊擊將軍 歸德郎將     | Командующий, повсеместно наносящей удары Молодец командующий, который обратился к добродетели                                  | Сопр. 5-й низ. | |
| Чжаоу сяовэй                              | 昭武校尉              | Начальствующий пристав, прославленный воинственностью                                                                          | Осн. 6-й выс.  | |
| Чжаоу фу вэй Хуайхуа сыцзе                | 昭武副尉 懷化司階     | Товарищ начальствующего пристава, прославленного воинственностью Ведающий лестницей, который лелеет приобщение к цивилизации   | Осн. 6-й низ.  | |
| Чжэнвэй сяовэй                            | 振威校尉              | Начальствующий пристав, водительствующий грозностью                                                                            | Сопр. 6-й выс. | |
| Чжэньвэй фу вэй Гуйдэ сыцзе               | 振威副尉 歸德司階     | Товарищ начальствующего пристава, прославленного грозностью Ведающий лестницей, который обратился к добродетели                | Сопр. 6-й выс. | |
| Чжиго сяовэй                              | 致果校尉              | Начальствующий пристав, успешный в бою                                                                                         | Осн. 7-й выс.  | |
| Чжиго фу вэй Хуайхуа чжунхоу              | 致果副尉 懷化中候     | Товарищ начальствующего пристава, успешного в бою Срединный караульный, который лелеет приобщение к цивилизации                | Осн. 7-й низ.  | |
| Ихуэй сяовэй                              | 翊麾校尉              | Начальствующий пристав, оберегающий под знаменем                                                                               | Сопр. 7-й выс. | |
| Ихуэй фу вэй Гуйдэ чжэнхоу                | 翊麾副尉 歸德中候     | Товарищ начальствующего пристава, оберегающего под знаменем Срединный караульный, который обратился к добродетели              | Сопр. 7-й низ. | |
| Сюаньцзэ сяовэй                           | 宣節校尉              | Начальствующий пристав, распространяющий верность                                                                              | Осн. 8-й выс.  | |
| Сюаньцзе фу вэй Хуайхуа сыгэ              | 宣節副尉 懷化司戈     | Товарищ начальствующего пристава, распространяющего верность Ведающий клевцами, который лелеет приобщение к цивилизации        | Осн. 8-й выс.  | |
| Юйъу сяовэй                               | 禦侮校尉              | Начальствующий пристав, дающий отпор вражеским нападкам                                                                        | Сопр. 8-й выс. | |
| Юйъу фу вэй Гуйдэ сыгэ                    | 禦侮副尉 歸德司戈     | Товарищ начальствующего пристава, дающего отпор вражеским нападкам Ведающий клевцами, который обратился к добродетели          | Сопр. 8-й низ. | |
| Жэньюн сяовэй                             | 仁勇校尉              | Начальствующий пристав, человечный и отважный                                                                                  | Осн. 9-й выс.  | |
| Жэньюн фу вэ Хуайхуа чжицзи чаншан        | 仁勇副尉 懷化執戟長上 | Товарищ начальствующего пристава, человечного и отважного Тот, кто бессменно держит алебарду и лелеет приобщение к цивилизации | Осн. 9-й низ.  | |
| Пэйжун сяовэй                             | 陪戎校尉              | Начальствующий пристав, заботливый к воинам                                                                                    | Сопр. 9-й выс. | |
| Пэйжун фу вэй Гуйдэ чжицзи чаншан         | 陪戎副尉 歸德執戟長上 | Товарищ начальствующего пристава, заботливого к воинам Тот, кто бессменно держит алебарду и обратился к добродетели            | Сопр. 9-й низ. | |

## Наградные должности (Сюньгуань)
Числились в Либу (吏部) — Чиновной части, но вызывались в Военную часть для исполнения обязанностей, в зависимости от места проживания. Давались за военные заслуги, ненаследуемые. Для получения наградной должности необходимо боевое отличие — чжуань (轉), дословно: оборот, подвижка. Начисление чжуаней зависело от многих факторов, таких как соотношение сил на поле боя, послужной список, заслуги родителей и т. д. Они не платили налоги, ежегодно во всех округах империи составлялись списки сюньгуаней и отправлялись в столицу (в Хубу — Подворную часть). Люди, имевшие сюнгуань, вместе с должностью получали некоторое количество земли в вечное пользование.
| Название должности | Название на китайском | Перевод названия                                  | Стоимость  | Земельный надел | Комментарий           |
| ------------------ | --------------------- | ------------------------------------------------- | ---------- | --------------- | --------------------- |
| Шан чжуго          | 上柱國                | Высшая опора государства                          | 12 чжуаней | 30 цинов        | Равен осн. 2-му рангу |
| Чжуго              | 柱國                  | Опора государства                                 | 11 чжуаней | 25 цинов        | Равен сопр. 2-му      |
| Шан хуцзюнь        | 上護軍                | Высший покровитель армии                          | 10 чжуаней | 20 цинов        | Равен осн. 3-му       |
| Хуцзюнь            | 護軍                  | Покровитель армии                                 | 9 чжуаней  | 15 цинов        | Равен сопр. 3-му      |
| Шан цинцзюй дувэй  | 上輕車都尉            | Высший общеначальствующий пристав лёгких колесниц | 8 чжуаней  | 10 цинов        | Равен осн. 4-му       |
| Цинцзюй дувэй      | 輕車都尉              | Общеначальствующий пристав лёгких колесниц        | 7 чжуаней  | 7 цинов         | Равен сопр. 3-му      |
| Шан цидувэй        | 上騎都尉              | Высший общеначальствующий пристав конницы         | 6 чжуаней  | 6 цинов         | Равен осн. 5-му       |
| Цидувэй            | 騎都尉                | Общеначальствующий пристав конницы                | 5 чжуаней  | 4 цина          | Равен сопр. 5-му      |
| Сяоцивэй           | 驍騎尉                | Пристав доблестной конницы                        | 4 чжуаня   | 80 му 0,8 цина  | Равен осн. 6-му       |
| Фэйцивэй           | 飛騎尉                | Пристав летающей конницы                          | 3 чжуаня   | 80 му           | Равен сопр. 6-му      |
| Юньцивэй           | 雲騎尉                | Пристав облачной конницы                          | 2 чжуаня   | 60 му           | Равен осн. 7-му       |
| Уцивэй             | 武騎尉                | Пристав воинственной конницы                      | 1 чжуань   | 60 му           | Равен сопр. 7-му      |

## Знать
Знать (цзюэ, 爵) определялась исключительно происхождением, кроме тех случаев, когда император возводил представителя какого-то рода в титул.

### Наследование
Титул определялся пожалованием императора, родством с носителем титула, наследованием.
Титул наследовал дицзы 嫡子 — старший сын от главной жены. Если дицзы не мог наследовать по каким-то причинам, титул переходил старшему сыну дицзы, то есть главному внуку носителя титула. Если не было внука, то титул переходил младшему брату дицзы от той же матери. Если его не было — наследовал сын от наложницы. Если его не было — то старшему из внуков, потом другим внукам, потом внукам от наложниц и так далее, включая правнуков и праправнуков. Никогда не наследовали братья носителя титула. При отсутствии наследников удел ликвидировался. Но если у аристократа были племянники (сыновья братьев), которые жили с ним, служили ему и кормились от него, то они признавались наследниками. А если аристократ умер при исполнении государственных обязанностей, то племянники могли претендовать на наследство в любом случае.
Если аристократ не успел вступить во владение полем вечного пользования — юнъетянь 永業田, его наследник получал только половину полей, половину в казну.

### Мужские титулы
| Название должности | Название на китайском | Перевод названия  | Описание | Владение                                                                     | Ранг           |
| ------------------ | --------------------- | ----------------- | --- | ---------------------------------------------------------------------------- | -------------- |
| Тайцзы             | 太子                  |                   | Наследник престола |                                                                              | Вне ранга      |
| Циньван Ван        | 親王 王               | Князья крови      | Братья и сыновья императора | 10 000 дворов кормления и 100 цинов полей вечного пользования и удел го (國) | Осн. 1-й       |
| Сыван              | 嗣王                  | Наследный князь   | Наследник циньвана | 5 000 дворов кормления                                                       | Сопр. 1-й      |
| Цзюньван           | 郡王                  | Областной князь   | Наследник сывана | 5 000 дворов кормления и 50 цинов полей                                      | Сопр. 1-й      |
| Гогун              | 國公                  | Княжественный гун | Сыновья и внуки сыванов и цзюньванов | 3 000 дворов кормления и 40 цинов полей                                      | Сопр. 1-й      |
| Цзюньгун           | 郡公                  | Областной гун     | Сыновья циньванов, кроме наследника. От цзюньгунов и ниже к титулу мог добавляться титул кайго (開國, основатель государства), если титулованный способствовал приходу к власти правящей династии. | 3 000 дворов кормления и 35 цинов полей                                      | Осн. 2-й       |
| Сяньгун            | 县公                  | Уездный гун       | | 1500 дворов кормления и 25 цинов полей                                       | Сопр. 2-й      |
| Сяньньхоу          | 县侯                  | Уездный хоу       | | 1000 дворов кормления и 14 цинов полей                                       | Сопр. 3-й      |
| Сяньньбо           | 县伯                  | Уездный бо        | | 700 дворов кормления и 11 цинов полей                                        | Осн. 4-й выс.  |
| Сяньцзы            | 县子                  | Уездный цзы       | | 500 дворов кормления и 8 цинов полей                                         | Осн. 5-й выс.  |
| Сяньньнань         | 县男                  | Уездные нань      | | 300 дворов кормления и 14 цинов полей                                        | Сопр. 5-й выс. |

### Женские титулы
Женские титулы не наследовались. Женщины-аристократки — минфу (命婦) носили высшие, внутренние (內) и внешние (外) титулы.
| Название должности | Название на китайском | Перевод названия                            | Описание                                                      | Приравненный ранг |
| ------------------ | --------------------- | ------------------------------------------- | ------------------------------------------------------------- | ----------------- |
| Да чжангунчжу      | 大長公主              | Великая старшая всеобщая повелительница     | Сёстры отца царствующего императора (тётушки с мужской линии) | Осн. 1-й          |
| Чжангунчжу         | 長公主                | Старшая всеобщая повелительница             | Все сёстры императора                                         | 1                 |
| Гунчжу             | 公主                  | Всеобщая повелительница, царевна, принцесса | Все дочери императора (в том числе удочерённые)               | 1                 |
| Цзюнчжу            | 郡主                  | Областная повелительница                    | Все дочери наследника престола                                | Сопр. 1-й         |
| Сяньчжу            | 縣主                  | Уездная повелительница                      | Все дочери циньванов                                          | Сопр. 2-й         |

Гунчжу (точнее да чжангунчжу, скорее всего и остальные тоже) были единственными женщинами, которым дозволялось обладать собственной официальной администрацией, как и ванам.
Администраци удела гунчжу (公主邑司, гунчжу и сы) включала четверых людей со следующими титулами:
- лин (令, начальник, сопровождающий 7-й низший ранг). Ведал имуществом, запасами, полями и садами удела.
- чэн (丞, помощник, сопровождающий 8-й низший ранг).
- чжубу (主簿, регистратор, основной 9-й низший ранг). Ведал поступлением доходов с поместий и сохранностью имущества.
- луши (錄事, регистратор, сопровождающий 9-й низший ранг).

| Нэй минфу (內命婦) — дворцовые жёны императора и наследника | Нэй минфу (內命婦) — дворцовые жёны императора и наследника | Нэй минфу (內命婦) — дворцовые жёны императора и наследника         | Нэй минфу (內命婦) — дворцовые жёны императора и наследника | Нэй минфу (內命婦) — дворцовые жёны императора и наследника |
| Название должности                                          | Название на китайском                                       | Перевод названия                                                    | Количество у наследника                                     | Приравненный ранг                                           |
| ----------------------------------------------------------- | ----------------------------------------------------------- | ------------------------------------------------------------------- | ----------------------------------------------------------- | ----------------------------------------------------------- |
| Фэй                                                         | 妃                                                          | Почётная подруга (обычно наложница, конкубина, что не совсем верно) |                                                             | Осн. 1-й                                                    |
| Пинь                                                        | 嬪                                                          | Уважаемая госпожа                                                   |                                                             | Осн. 2-й                                                    |
| Лянди                                                       | 良娣                                                        | Добрая сестрёнка, второстепенная жена                               | 2                                                           | Осн. 3-й                                                    |
| Лянъюань                                                    | 良媛                                                        | Добрая красотка                                                     | 6                                                           | Осн. 4-й                                                    |
| Чэнхуэй                                                     | 承徽                                                        | Удостоенная отличия                                                 | 10                                                          | Осн. 5-й                                                    |
| Чжаосюань                                                   | 昭訓                                                        | Просветлённая вразумлением                                          | 16                                                          | Осн. 7-й                                                    |
| Фэнъи                                                       | 奉儀                                                        | Почитающая благопристойность                                        | 24                                                          | Осн. 9-й                                                    |

| Матери наложниц из императорского дворца или дворца наследника получали ранг «цзюньцзюнь» | Матери наложниц из императорского дворца или дворца наследника получали ранг «цзюньцзюнь» | Матери наложниц из императорского дворца или дворца наследника получали ранг «цзюньцзюнь» |
| Мать наложницы 1-го ранга                                                                 | Мать наложницы 2-го ранга                                                                 | Мать наложницы 3-го или 4-го ранга                                                        |
| ----------------------------------------------------------------------------------------- | ----------------------------------------------------------------------------------------- | ----------------------------------------------------------------------------------------- |
| Осн. 4-й                                                                                  | Сопр. 4-й                                                                                 | Осн. 5-й                                                                                  |

| Вай минфу (內命婦) — аристократки, ранг определялся по мужу или сыну (смотря у кого выше) | Вай минфу (內命婦) — аристократки, ранг определялся по мужу или сыну (смотря у кого выше) | Вай минфу (內命婦) — аристократки, ранг определялся по мужу или сыну (смотря у кого выше) | Вай минфу (內命婦) — аристократки, ранг определялся по мужу или сыну (смотря у кого выше)                       |
| Название должности                                                                        | Название на китайском                                                                     | Перевод названия                                                                          | Описание |
| ----------------------------------------------------------------------------------------- | ----------------------------------------------------------------------------------------- | ----------------------------------------------------------------------------------------- | --- |
| Фэй                                                                                       | 妃                                                                                        | Принцесса, почётная подруга                                                               | Матери и жёны всех ванов                                                                                        |
| Гофужэнь                                                                                  | 國夫人                                                                                    | Княжественная госпожа                                                                     | Жёны и матери гунов; матери и жёны любых чиновников (служебных и почётных) 1-го ранга                           |
| Цзюньфужэнь                                                                               | 郡夫人                                                                                    | Областная госпожа                                                                         | Матери и жёны любых лиц 2-го и 3-го ранга                                                                       |
| Цзюньцзюнь                                                                                | 郡君                                                                                      | Областная матушка                                                                         | Матери и жёны любых лиц 4-го ранга, а также наградных 2-го ранга, если было пожалование императора (титулом) 封 |
| Сяньцзюнь                                                                                 | 縣君                                                                                      | Уездная матушка                                                                           | Матери и жёны любых лиц 5-го ранга а также наградных 3-го ранга, если было пожалование императора (титулом)     |
| Сянцзюнь                                                                                  | 鄉君                                                                                      | Уездная матушка                                                                           | Матери и жёны наградных лиц 4-го ранга с пожалованием любого титула                                             |

| Наложницы ванов, гунов и чиновников | Наложницы ванов, гунов и чиновников | Наложницы ванов, гунов и чиновников | Наложницы ванов, гунов и чиновников                                                  |                   |
| Название должности                  | Название на китайском               | Перевод названия                    | Описание                                                                             | Приравненный ранг |
| ----------------------------------- | ----------------------------------- | ----------------------------------- | ------------------------------------------------------------------------------------ | ----------------- |
| Жу                                  | 孺                                  | Нежные подружки, детка              | Две старшие наложницы циньвана                                                       | Осн. 5-й          |
| Ин                                  | 媵                                  | Сопровождающая прислужница          | Циньванам разрешалось содержать до 10                                                | Сопр. 6-й         |
| Ин                                  | 媵                                  | Сопровождающая прислужница          | Чиновникам 2-го ранга разрешалось содержать до 8                                     | Осн. 7-й          |
| Ин                                  | 媵                                  | Сопровождающая прислужница          | Чиновникам 3-го ранга и гогунам разрешалось содержать до 6                           | Сопр. 7-й         |
| Ин                                  | 媵                                  | Сопровождающая прислужница          | Чиновникам 4-го ранга разрешалось содержать до 4                                     | Осн. 8-й          |
| Ин                                  | 媵                                  | Сопровождающая прислужница          | Чиновникам 5-го ранга разрешалось содержать до 3                                     | Сопр. 8-й         |
| Ин                                  | 媵                                  | Сопровождающая прислужница          | Почётным чиновникам 3-го ранга и выше разрешалось содержать не выясненное количество | Неизвестно        |

Остальные наложницы ванов и чиновников рангов не получали.

## Занятие должности
Человек получал служебную должность и соответствующий ей служебный ранг в случаях:
1. Перевода из вспомогательного штата — лювай (流外) — низшие служащие на казённой службе на бесклассных должностях — на чиновничью должность низкого ранга.
2. Использования права родственной связи или инь (陰).
3. Сдачи экзаменов — кэцзюй.
4. Использования титула знатности.
5. Использования наградной должности, полученной за военные заслуги.

Посредством экзаменов можно было сразу получить допуск — чушэнь (出身) на должности с сопровождающего 9-го низшего по основной 8-й высший ранг. Но для занятия должности необходимо было пройти и отборочные экзамены (сюань, 選), которые нельзя было пройти, не имея допуска или личного ранга (почётные, наградные, аристократы). Пройдя экзамены, кандидат получал предложение на занятие должности, он мог отказаться и попросить заменить должность, не более трёх раз, больше — аннуляция экзамена.

### Использование инь (陰, «тени»)
При использовании инь кандидат получал доступ на отборочные экзамены для занятия должности. Инь зависела от степени родства кандидата с обладателем ранга из служебной или почётной должности, титула, редко — наградной должности. Инь, полученная от служебной должности и наградной должности, складывались по особым правилам. Инь не зависела от воли лиц, то есть право инь было безотзывным. Только совершение «инеполучателем» преступления против «инедателя» аннулировало инь. Использование инь закрепляло привилегии чиновничьего класса и способствовала формированию чиновничьих династий. Инь открывала допуск (получить допуск — не значит получить должность) к:
| Получаемый ранг | Получатели |
| --------------- | --- |
| Осн. 7-й выс.   | сыновья чиновников 1-го ранга |
| Осн. 7-й низ.   | сыновья чиновников 2-го ранга; внуки по мужской линии чиновников 1-го ранга |
| Сопр. 7-й выс.  | сыновья чиновников 3-го ранга; внуки по мужской линии чиновников 2-го ранга; правнуки по мужской линии чиновников 1-го ранга; сыновья «эр ванхоу» 二王侯 (потомки династий Бэй Чжоу и Суй)                                |
| Сопр. 7-й низ.  | сыновья чиновников сопровождающего 3-го ранга; внуки по мужской линии чиновников 3-го ранга; правнуки по мужской линии чиновников 2-го ранга; внуки по мужской линии «эр ванхоу 二王侯» (потомки династий Бэй Чжоу и Суй) |
| Осн. 8-й выс.   | сыновья чиновников основного 4-го ранга; внуки по мужской линии чиновников сопровождающего 3-го ранга; правнуки по мужской линии чиновников основного 3-го ранга                                                          |
| Осн. 8-й низ.   | сыновья чиновников сопровождающего 4-го ранга; внуки по мужской линии основного 4-го ранга; правнуки по мужской линии чиновников сопровождающего 3-го ранга                                                               |
| Сопр. 8-й выс.  | сыновья чиновников основного 5-го ранга; внуки по мужской линии сопровождающего 4-го ранга |
| Сопр. 8-й низ.  | сыновья чиновников сопровождающего 5-го ранга; внуки по мужской линии основного 5-го ранга; сыновья гогунов |
| Осн. 9-й выс.   | внуки по мужской линии сопровождающего 5-го ранга; сыновья цзюньгунов и сяньгунов |
| Осн. 9-й низ.   | сыновья хоу, бо, цзы, наней |
| Сопр. 9-й выс.  | сыновья наградных «шан чжуго» |
| Сопр. 9-й низ.  | сыновья наградных «чжуго» |

### Сюньгуань (наградные должности) и аристократы
Полученная на поле боя наградная должность могла быть использована для занятия служебной должности ранга (в разных источниках указаны разные ранги). Аристократические титулы также давали допуск к занятию должностей.
| Сюньгуан        | Сюньгуан          |
| Получаемый ранг | Получатели        |
| --------------- | ----------------- |
| Осн. 6-й выс.   | шан чжуго         |
| Осн. 6-й низ.   | чжуго             |
| Сопр. 6-й выс.  | шан хуцзюнь       |
| Сопр. 6-й низ.  | хуцзюнь           |
| Осн. 7-й выс.   | шан цинцзюй дувэй |
| Осн. 7-й низ.   | цинцзюй дувэй     |
| Сопр. 7-й выс.  | шан цидувэй       |
| Сопр. 7-й низ.  | цидувэй           |
| Осн. 8-й выс.   | сяоцивэй          |
| Осн. 8-й низ.   | фэйцивэй          |
| Сопр. 8-й выс.  | юньцивэй          |
| Сопр. 8-й низ.  | уцивэй            |

| Аристократия                      | Аристократия   |
| Титул                             | Давал допуск к |
| --------------------------------- | -------------- |
| Сыван, цзюньван                   | Сопр. 4-й низ. |
| Сын циньвана с титулом «цзюньгун» | Сопр. 5-й выс. |
| Гогун                             | Осн. 6-й выс.  |
| Цзюньгун, но не сын циньвана      | Осн. 6-й низ.  |
| Сяньгун                           | Сопр. 6-й выс. |
| Сяньхоу                           | Осн. 7-й выс.  |
| Сяньбо                            | Осн. 7-й низ.  |
| Сяньцзы                           | Сопр. 7-й низ. |
| Сяньнань                          | Сопр. 7-й низ. |

### Родственники императора
В зависимости от степени родства могли претендовать на должности с основного 6-го высшего по сопровождающий 8-й низший ранг. Это касалось, главным образом, очень дальних родственников и свойственников правящей фамилии. Родство с императором тоже было основано на принципе «тени» — инь, но носило экстраординарный характер.
| Степень родства | Давала допуск к |
| --- | --------------- |
| Родственники императора степени «сыма» (缌麻 — zh:缌麻) носили 3-месячный траур и ближайшие родственники вдовствующей императрицы, мужья «цзюньчжу» — дочерей наследника престола                                                                                         | Сопр. 6-й выс.  |
| Ближайшие родственники императрицы и родственники вдовствующей императрицы степени дагун (大功) — носившие 9-месячный траур | Сопр. 6-й выс.  |
| Родственники императора степени тяньвэнь (袒免, очень дальняя степень родства, существует только относительно императоров), родственники императрицы степени дагун, родственники вдовствующей императрицы степени сыма и сяогун (小功), мужья сяньчжу — дочерей циньванов | Осн. 7-й выс.   |
| Сыновья цзюньчжу | Сопр. 7-й выс.  |
| Сыновья сяньчжу | Сопр. 8-й выс.  |

### Экзамены
Лица, успешно сдавшие экзамены кэцзюй получали учёную степень, которая открывала путь к отборочным экзаменам сюань (選), по результатам которых можно было занять должность. Если кандидат получал степень на экзамене и имел узаконенное родство с носителем ранга, то допуски суммировались с некоторыми ограничениями. В целом, чиновник, получивший на экзамене допуск к сопровождающему 9-му низшему рангу, мог добраться до высшего эшелона власти не менее, чем через 60 лет безупречной службы. Допуски получали:

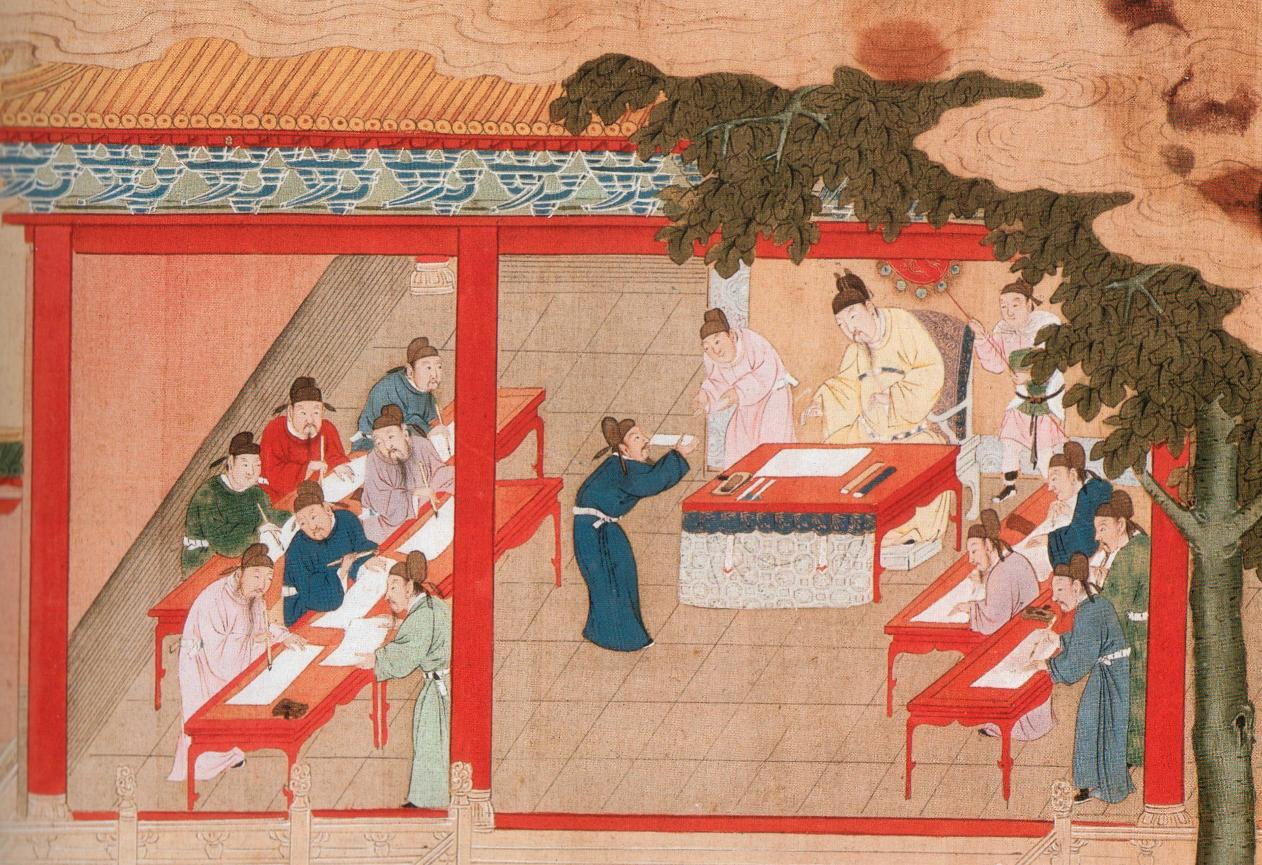
Экзамены в сунской столице Кайфыне

| Ранг           | Результат экзамена            | Результат на китайском | Перевод результата                                                        |
| -------------- | ----------------------------- | ---------------------- | ------------------------------------------------------------------------- |
| Осн. 8-й выс.  | сюцай аньшоу сюцай шан шан    | 秀才 案首 秀才 上上    | выдающийся талант — лучший из лучших                                      |
| Осн. 8-й низ.  | сюцай шан чжун                | 秀才 上中              | выдающийся талант — из лучших средний                                     |
| Сопр. 8-й выс. | сюцай шан ся                  | 秀才 上下              | выдающийся талант — из лучших худший                                      |
| Сопр. 8-й низ. | сюцай чжун шан минцзин шаншан | 秀才 中上 明經 上上    | выдающийся талант — из средних лучший постигший каноны — лучший из лучших |
| Осн. 9-й выс.  | минцзин шан чжун              | 明經 上中              | постигший каноны — из лучших средний                                      |
| Осн. 9-й низ.  | минцзин шан ся                | 明經 上下              | постигший каноны — из лучших худший                                       |
| Сопр. 9-й выс. | минцзин чжун шан цзиньши цзя  | 明經 中上 進士 甲      | постигший каноны — из средних лучший ставший учёным с высшей оценкой      |
| Сопр. 9-й низ. | цзиньши и                     | 進士 乙                | ставший учёным со второй оценкой                                          |

## Сюань (選, отборочные экзамены)
Получившие допуск любым из способов, принимали участие в сюань, которые обеспечивали должность.
Обязанность их проведения ложилась на либу (吏部) для гражданской службы и на бинбу (兵部) для военных. Комиссия состояла из трёх человек: главы (либу/бинбу) и двух его помощников.
Лица получившие допуск, а также уже служившие, но уволенные по разным причинам, получали «сюаньцзе» (選解) в местной администрации или на прежнем месте работы. Сюаньцзе содержало характеристику кандидате и его послужной список (если он служил ранее), его оформляли в 5-й лунный месяц. В 10-й лунный месяц документы подавались в шаншушэн.
В зависимости от службы предъявлялись требования по следующим критериям: телосложение (важно для военных), чистота речи, каллиграфия, умение доказывать. Среди подходящих выбирали сначала «добродетельных», затем талантливых, затем усердных в предыдущей работе. Прошедшие сюань становились кандидатами на должность — «чжу» (住). Они сообщали комиссии свои предпочтения и получали предварительное назначение (擬). Списки прошедших сюань и получивших предварительное назначение оглашались. Кандидат мог три раза изменить место будущей службы, но не больше (иначе его результат аннулировали). После согласия всех кандидатов, их вносили в список и отправляли в Шаншушэн и Мэньсяшэн, чиновники которых соединяли списки и отправляли с докладом императору. Кандидаты получали удостоверение на должность гаошэнь (告身) в виде бирки фу (符). После некоторых формальных церемоний чиновники приступали к своим обязанностям.
В указанном виде правила экзаменов установились к 669 году. В начале Тан «сюань» проводили трижды в год.

## Каогун (考功, проверки заслуг, переаттестация)
Для всех служащих чиновников было обязательным проходить «проверку заслуг» или переаттестацию, каждый год. Эта обязанность была возложена на начальников учреждений (в случаи их отсутствия — на заместителей), которые составляли на каждого из своих подчинённых отчёт с описанием заслуг, ошибок, «поведения и способностей». В определённую для каждого места дату эти отчёты отправлялись в шаншушэн (центральный аппарат правительства). При этом, пока шла проверка, можно было досылать отчёты о выявленных нарушениях или заслугах конкретного чиновника.
Достоинства чиновника описывались с помощью установленной системы характеристик. Вначале следовало охарактеризовать добродетели, используя оценки (по нисходящей): прославленно высоконравственен (德義有聞), явно-праведный (清慎明著), честный и беспристрастный (公平可稱), не устающий работать старательно (恪勤匪懈). Далее следовало описать какой из 27 заслуг (最) придерживается в этом году. Виды заслуг зависели от типа работы чиновника, например: «7. умело руководит ведомством, остерегаясь промахов, в основном, относится к офицером императорской стражи» и так далее. То есть у чиновника могло быть записано не более 1 «заслуги» и до 4 добродетелей в году.
Далее следовало выставить оценку:
- 1 заслуга и 4 добродетели — лучший из лучших,
- 1 заслуга и 3 добродетели — из лучших средний,
- 1 заслуга и 2 добродетели — из лучших худший,
- просто 2 добродетели — из средних лучший,
- 1 добродетель — из средних лучший.

Средние и нерадивые чиновники оценивались на усмотрение начальства.
Из этой схемы исключались циньваны, чиновники чжуншушэна и мэньсяшэна (две так называемые императорские канцелярии), столичные чиновники с рангом от 3-го, дуду и духу (наместники инородческих военных округов), начальники округов (刺史), послы (使). Все они подавали императору ежегодные отчёты о своей деятельности.
Отдельные доклады подавались и относительно обслуживающего персонала учреждений, которые могли заслужить перевод в чиновники, особенно если они могли воспользоваться хоть слабой «инь».
| Результат экзамена       | Мера                                                    |
| ------------------------ | ------------------------------------------------------- |
| Лучшие из средних и выше | Прибавка к жалованию от ¼ годового до двойного годового |
| Средние из средних       | нет                                                     |
| Худшие из средних        | Лишение ¼ годового жалования                            |
| Худшие из худших         | Лишение жалования                                       |

Чиновники от 6-го ранга и ниже, если прошли 4 каогуна «из средних средними», то повышались на один разряд. Если имели одну оценку «из средних лучший» поднимались на 2 разряда, если имели одну оценку «из лучших худший» поднимались на 3 разряда. Средние, плохие и хорошие оценки аннулировали друг друга, оценки «из лучших средний» и «из лучших лучший» аннулировали промахи. Но оценка «из худших худший» приводила к отставке. Перевод с 6-го на 5-й и с 4-го на 3-го ранг осуществлялся общим распоряжением императора. Особые льготы предоставлялись начальникам округов с растущим населением.
Император мог лично повысить и понизить оного, нескольких и даже всех чиновников по своему желанию. Сохранились указания о массовых повышениях, например, в 666/667 году всех чиновников повысили на два разряда.

## Режим службы

### Отдых
Сюда включались выходные и отпуска:

| Выходные                                                                 | Выходные            |
| День                                                                     | Количество выходных |
| ------------------------------------------------------------------------ | ------------------- |
| Новый год и день зимнего солнцестояния                                   | 7 дней              |
| Ханьши тун цинмин (寒食通清明), начало апреля                            | 3 дня               |
| 15-й день 8-го лунного месяца                                            | 3 дня               |
| Летнее солнцестояние                                                     | 3 дня               |
| День ла (臘) в конце года                                                | 3 дня               |
| Однодневные выходные                                                     |                     |
| 1-й лунный месяц: 7-й, 15-й, последний день (дни жертвоприношений земле) | 1 день              |
| 2-й лунный месяц: 8-й день                                               | 1 день              |
| 3-й лунный месяц: 3-й день                                               | 1 день              |
| 4-й лунный месяц: 8-й день                                               | 1 день              |
| 5-й лунный месяц: 5-й день                                               | 1 день              |
| саньфу (三伏)                                                            | 1 день              |
| 7-й лунный месяц: 7-й, 15-й дни                                          | 1 день              |
| 9-й лунный месяц: 9-й день                                               | 1 день              |
| 10-й лунный месяц: 10-й день                                             | 1 день              |
| день начала весны                                                        | 1 день              |
| весеннее равноденствие                                                   | 1 день              |
| день начала осени                                                        | 1 день              |
| осеннее равноденствие                                                    | 1 день              |
| день начала лета                                                         | 1 день              |
| день начала зимы                                                         | 1 день              |
| Каждую декаду                                                            | 1 день              |

| Отпуска                                                       | Отпуска | Отпуска |
| Название                                                      | Описание | Продолжительность |
| ------------------------------------------------------------- | --- | --- |
| Тянцзя (田假)                                                 | Отпуск в пятый лунный месяц для «работы на полях». Чиновники, владеющие наделами могли использовать этот отпуск чтобы лично поработать или решить вопросы с арендаторами чиновничьих полей. Отпуск можно было перенести, если были погодные аномалии затрудняющие работу в полях. В каждом ведомстве чиновников делили на две смены для отдыха | 15 дней |
| Шоуицзя (授衣假)                                              | Отпуск для получения тёплой одежды в 9-й лунный месяц. Чиновников делили на две смены | 15 дней |
| Динсинцзя (定省假)                                            | Отпуск для почтения родителей. Предоставлялся раз в три года, если родители жили в 3000 ли от места службы. Если чиновник бывал у могил или навещал родителей во время служебной поездки, то это считалось за отпуск. | 15 дней + время пути по нормативам |
| Баймуцзя (拜墓假)                                             | Отпуск для поклонения могилам. Один раз в 5 лет, если ближе 500 ли. | 15 дней + время пути по нормативам |
| Отпуск по случаю совершеннолетия сына/дочери или родственника | 3 дня для своих детей, 1 день для родственников | |
| Свадьба                                                       | | 9 дней, кроме времени пути для собственной, от 1 до 5 дней при свадьбе родственников. Если чиновник должен был устраивать свадьбу своих родственников, которые не могли это сделать, например в семье не было мужчины и они жили за 100 ли, время на путь не считалось. |
| Отсрочка при служебной поездке                                | | Индивидуально |
| Отпуск при перемене места службы                              | | Путь в 1000 ли — 40 дней до 2000 ли — 50 дней до 3000 ли — 60 дней до 4000 ли — 70 дней свыше 4000 ли — 80 дней, не считая времени пути. Иногда разрешали дождаться сбора урожая со служебного надела.                                                                  |
| Траурные отпуска                                              | | |
| Тип траура                                                    | Продолжительность | Продолжительность |
| Чжанцуй (斬衰)                                                | 3 года | 3 года |
| Цзыцуй 齊衰                                                   | 3, 1 год, или по конкретным дням для выполнения траурных церемоний (в зависимости от близости родства) | 3, 1 год, или по конкретным дням для выполнения траурных церемоний (в зависимости от близости родства) |
| Синьсан (心喪)                                                | 100 дней (в том числе для пограничных военных) | 100 дней (в том числе для пограничных военных) |
| Прочие                                                        | Менее продолжительные траурные отпуска, а также однодневные отпуска в годовщину смерти родителя | Менее продолжительные траурные отпуска, а также однодневные отпуска в годовщину смерти родителя |

### Аудиенции
Для всех служащих в Чанъани чиновников аудиенции у императора были необходимостью.
- В новолунии и полнолунии все столичные чиновники 9—6 ранга являлись ко двору на аудиенцию «чаоцань» (朝參). Они обязаны были прийти в широких штанах и длинной куртке «куси» (褶). Если чиновник такого ранга получал «императорское поручение» — «чичай» (敕差), то он, как и высший, являлся на фэнцы и фэньцзянь.
- Столичные чиновники 1—5 ранга ежедневно являлись на императорскую аудиенцию (參). Некоторые чиновники небольших рангов, но занимающие крайне ответственные посты присоединялись к ним. Являлись все чиновники, кроме тех, которые в этот день не могли отлучиться со службы. Некоторые чиновники являлись с колесницами, украшенными перламутром по узде и с зонтами. Могли не являться при трауре по ближайшим родственникам. Чиновники этих рангов также приходили на аудиенцию «фэнцы» (奉辭), отправляясь из столицы по делам, возвращаясь приходили на аудиенцию «фэньцзянь» (奉見). При коронации императора и другиих императорских церемониях столичные чиновники от 5-го и выше, а также все начальники округов отправляли императору поздравления «бяошу» (表疏), которые император не читал, но получал доклад о их существовании.
- Военные, а также чиновники, работающие в провинциях, но находящиеся в столице, являлись на аудиенции в соответствии с рангом. Могли не являться при трауре по ближайшим родственникам.
- Ученики имперских высших училищ являлись на аудиенции 4 раза в год, то есть раз в сезон.
- При выезде и въезде императора в столицу все чиновники встречали/провожали его за городскими воротами.

В случаи плохой, особенно дождливой погоды, аудиенция отменялась.

### Неслужебные дни
- Дни солнечных затмений считались неблагоприятными для любых дел. Поэтому император не занимался делами, а все чиновники лишь являлись на рабочие места, но не работали.
- При смерти близкого родственника императора, также деда и бабки с женской стороны, отца или матери императрицы, чиновника 1-ранга, император откладывал все дела на три дня.
- Если умирал дальний родственник императора или чиновник высокого ранга (2-5), император в этот день не вёл дел.

### Ритуалы уважительности
Поклоны были строго кодифицированы в зависимости от ранга.
| Кто кланяется                   | Кому кланяется                  | Примечание |
| ------------------------------- | ------------------------------- | --- |
| Чиновники при наследнике        | императорским наставникам       | вне зависимости от ранга |
| 3 ранг и ниже                   | 1 рангу                         | Кроме служащих при императоре |
| 3 ранг и ниже                   | наставникам наследника престола | |
| 4 ранг и ниже                   | 2 и 1 рангу                     | Обязаны сойти на землю (с лошади, колесницы), если встретят циньвана или чиновника 1-го ранга, наставника императора или наследника, главу своего учреждения |
| 5 ранг и ниже                   | 3—1 рангу                       | |
| 6 ранг и ниже                   | 4—1 рангу                       | |
| 7 ранг и ниже                   | 5—1 рангу                       | |
| 8 ранг и ниже                   | 6—1 рангу                       | |
| 9 ранг и ниже                   | 7—1 рангу                       | |
| Служащие вспомогательного штата | всем                            | |

Младший по рангу уступает дорогу старшему.

### Почётный эскорт (лубу, 鹵簿)
Вооружённый эскорт был важной привилегией обладателей высоких рангов. Эскорт полагался всем служащим чиновникам 4-го ранга или выше, почётным 2-1 рангов, цзюньванам и выше, «эр ванхоу», гогунам. Эскорт как у 4-го ранга предоставлялся также при: свадьбе/похоронах чиновника 5-го ранга, свадьбе старшего сына чиновника 3-1 ранга или любого гуна. Так эскорт первого ранга мог состоять из 361 человека.

### Стража
Аристократы и высшие чиновники получали государственных охранников двух видов: циньши (親事, ближняя служба) и чжаннэй (帳內, те кто за пологом).
В стражи брали достигших 18 лет сыновей чиновников 6-7 рангов для циньши и 8-9 для чжаннэй.
| Охраняемое лицо                                                      | Число стражей | Примечание                                             |
| -------------------------------------------------------------------- | ------------- | ------------------------------------------------------ |
| Сань ши Сань гун Кайфу итун сань сы                                  | 130           | Сань ши и Сань гуны — высшие чиновники в государстве.  |
| Сыван Цзюньван                                                       | 108           | См. статью Ван (титул)                                 |
| Шан чжуго, который служит с 2-1 рангом                               | 95            | наградной чиновник, который продолжает реальную службу |
| Чжуго, который служит с 2-1 рангом                                   | 79            | наградной чиновник, который продолжает реальную службу |
| Шан хуцзюй, который служит с 2-1 рангом                              | 73            | наградной чиновник, который продолжает реальную службу |
| Шан чжуго, который служит с 3 рангом                                 | 69            | наградной чиновник, который продолжает реальную службу |
| Чжуго, который служит с 3 рангом Хуцзюй, который служит с 2-1 рангом | 62            | наградной чиновник, который продолжает реальную службу |
| Шан хуцзюй, который служит с 3 рангом                                | 55            | наградной чиновник, который продолжает реальную службу |
| Хуцзюй, который служит с 3 рангом                                    | 36            | наградной чиновник, который продолжает реальную службу |

### Отставка (чжиши, 致什)
По достижении 70 лет чиновнику разрешалось уйти в отставку с сохранением половинного жалования для чиновников 1-5 рангов, а для 5-9 при плохом здоровье и хорошей аттестации, давали сангуань — почётную должность с содержанием. Чиновники 1-5 рангов подавали императору представление о отставке, остальные направляли в шаншушэн, где их подшивали в единый доклад. Чиновники 1-5 рангов могли выйти в отставку и до 70 лет, если были немощны и внешне стары.

### Государственные похороны
Традиции, связанные со смертью пользовались в средневековом Китае большим почтением, поэтому неудивительно, что чиновники получали и посмертные привилегии, недоступные другим людям. Так, всех чиновников и дворцовых женщин разрешалось хоронить в парадной чиновничьей одежде. Похоронные привилегии высчитывались, смотря по максимальной должности/рангу, но не суммировались. Если не указано иное, чиновник пользуется некоторыми особыми привилегиями своего ранга, а в остальном привилегиями нижестоящего ранга.
| Чьи похороны | Помощь на похороны | Могила | Примечания |
| --- | --- | --- | --- |
| Приближённого к императору чиновника | | Рядом с императорской гробницей. Могильный холм от 1 до 3 чжанов | Требовалось прижизненное прошение императору. Разрешалось женщинам. |
| Чиновник 1-го ранга | Император выражал соболезнования (舉哀). Помощь на похороны: 200 отрезов (段) белого шёлка, 200 даней зерна.                  | Могила высотой 1 чжан 8 чи на поле со стороной в 90 бу (步). | Могилу роют государственные могильщики, 100 человек. |
| Почётный чиновник 1-го ранга | Император выражал соболезнования                                                                                              | | |
| Чиновник 2-го ранга | Император выражает соболезнования. Помощь на похороны: 150 отрезов белого шёлка, 150 даней зерна                              | Могила высотой 1 чжан 6 чи на поле со стороной в 80 бу. | Могилу роют государственные могильщики, 80 человек |
| Дед, бабка по мужской линии, отец, мать почётного чиновника 3-го ранга или выше                                                             | Государственные похороны, жертвоприношение барана и кабана                                                                    | | |
| Минфу 2-го ранга | Император выражает соболезнования                                                                                             | | |
| Дворцовый чиновник 3-го ранга, наставники наследника                                                                                        | Наследник выражает соболезнования                                                                                             | | |
| Чиновник 3-го ранга | 100 отрезов белого щёлка, 150 даней зерна                                                                                     | Могила длиной до 9 чи. До 90 предметов в могиле. Фигурок людей: до 30 женских размером в 8 цуней, до 20 рабских в 4 цуня. Могила высотой 1 чжан 4 чи на поле со стороной в 70 бу. Статуи людей и животных 6 штук | Могилу роют государственные могильщики, 60 человек |
| Минфу 3-го ранга | Императрица и наследник выражают соболезнования                                                                               | | |
| Столичный чиновник 4-го ранга или начальник округа или крупной административно-территориальной единицы, умерший в столице                   | Государственные похороны, приносят в жертву барана и кабана                                                                   | | |
| Чиновник основного 4-го ранга | 70 отрезов белого шёлка, 70 даней зерна                                                                                       | | |
| Чиновник сопровождающего 4-го ранга | 60 отрезов белого шёлка, 60 даней зерна                                                                                       | Могила высотой 1 чжан 2 чи на поле со стороной в 60 бу. Могила длиной до 8 чи. До 60 предметов в могиле. Четыре памятные стеллы цюэ (闕)                                                                         | Могилу роют государственные могильщики, 40 человек |
| Служащий или почётный чиновник 5-го ранга и выше, вышедший в почётную отставку и умерший в столице либо при исполнении служебного поручения | Государственные похороны, приносят в жертву барана и кабана                                                                   | | |
| Чиновник основного 5-го ранга | 50 отрезов белого шёлка, 5 даней зерна                                                                                        | | |
| Чиновник сопровождающего 5-го ранга | 40 отрезов белого шёлка, 50 даней зерна. Фигурок людей: 25 музыкантских и слуг длиной 7 цуней 5 фэней и 16 рабских по 3 цуня. | Могила высотой 1 чжан на поле со стороной в 50 бу. Памятные холмики хоу (堠) | Могилу роют государственные могильщики, 20 человек. Одна квадратная памятная стела с основанием в виде черепахи и драконьей головой в навершии до 9 чи высотой. Статуи людей и животных 4 штуки. |
| Чиновник основного 6-го ранга | 30 отрезов белого шёлка | | |
| Чиновник сопровождающего 6-го ранга | 26 отрезов белого шёлка | | |
| Чиновник основного 7-го ранга | 22 отреза белого шёлка | | |
| Чиновник сопровождающего 7-го ранга | 18 отрезов белого шёлка. Одна круглая памятная стела с навершием и квадратным основанием до 4 чи высотой                      | | |
| Чиновник основного 8-го ранга | 16 отрезов белого шёлка | | |
| Чиновник сопровождающего 8-го ранга | 14 отрезов белого шёлка | | |
| Чиновник основного 9-го ранга | 12 отрезов белого шёлка | | |
| Чиновник сопровождающего 9-го ранга | 10 отрезов белого шёлка | Могила длиной до 7 чи. До 40 предметов в могиле. Фигурок людей из глины: музыкантских и слуг до 20 по 7 цуней, 12 рабских по 2 цуня. Могила высотой 8 чи на поле со стороной в 20 бу                             | |
| Семьи военных, послов, сопровождающих кортеж императора и т. п.; умерших в поездке или походе                                               | от 0,5 до 30 отрезов шёлка | | |